# Sitio de Valencia (1092-1094)
El sitio de Valencia fue una operación militar emprendida por las huestes de Rodrigo Díaz de Vivar, más conocido como el Cid Campeador, sobre la ciudad de Valencia. Tras su caída el 17 de junio de 1094, el Cid estableció un principado autónomo del resto de estados cristianos de la península ibérica. 

## Antecedentes
La ciudad de Valencia, por su posición estratégica como puerto y población principal en el curso del Turia, había sido ya ambicionada por el monarca leonés Fernando I, quien dirigió una expedición contra sus murallas en 1065. Sin embargo, no fructificó. 
Muchos años después, Rodrigo Díaz de Vivar, exiliado por vez segunda de su patria por Alfonso VI, y su gente partió hacia la ciudad, con la intención de aprovechar la inestabilidad política que allí se respiraba. Mientras Rodrigo Díaz de Vivar estaba fuera de Valencia, en octubre de 1092, un grupo de valencianos se reunieron en casa del cadí Yafar ibn Abd Allah ibn Yahhaf y acordaron pedir al general almorávide Muhámmad ibn Aysa, apostado en Alcira, ayuda para deponer a  Al-Cádir, régulo de la taifa de Valencia, a quien acusaban de pensar en entregar la ciudad a los castellanos de Alfonso VI. Ibn Aysa envió tropas bajo el mando de Ibn Nasr, pero Al-Cádir se atrincheró y mandó un mensaje urgente al Cid, que había prometido defenderla. Cuando llegó Ibn Nasr, fue recibido por Ibn Yahhaf y los cristianos de la ciudad, que el Cid había apostado allí, huyeron. Al-Cádir abandonó el palacio disfrazado de mujer y se refugió en una casa pobre. Cuando lo encontraron, lo condenaron a muerte, lo ejecutaron el 28 de octubre de 1092 y pasearon su cabeza por la ciudad. El alcázar fue saqueado y, al día siguiente, Ibn Yahhaf se proclamó gobernador de Valencia y la ciudad quedó bajo la jurisdicción almorávide tras la constitución de una aljama que rechazó el pago de tributos al Cid.
Cuando el Cid regresó con sus hombres, Ibn Yahhaf expulsó a los contingentes de Ibn Nasr y decidió rendirle homenaje, que lo mantuvo en el gobierno con la condición de que no entregase la ciudad a los almorávides. Estos no se quedaron quietos, y el mismísimo emir Yúsuf ibn Tašufín, que buscaba recuperar los territorios perdidos desde la desintegración del califato omeya, trató de convencer a los valencianos de expulsar a las tropas del de Vivar. El ejército almorávide comandado por Abu Bakr ibn Ibrahim ibn Tashfin se retiró sin luchar a pesar de las órdenes de Yúsuf dejando a los valencianos a su suerte.

## El sitio
El Cid asedió la ciudad mientras sus ciudadanos se dividían entre los partidarios de los almorávides y los de Ibn Yahhaf, que optaban para negociar con Rodrigo Díaz de Vivar. Para 1093, asentado primero El Puig y luego en La Derramada (tal vez Mestalla), en el que fundó un poblado, lanzó incursiones contra la huerta valenciana, arrasando sus tropas con cultivos e infraestructuras agrícolas. Tal era la presión de las tropas del líder castellano que los sitiados salieron por la llamada puerta de Roteros a hacerles frente, pero se tuvieron que retirarse. El Cid, por su parte, ocupó arrabal tras arrabal, en los que asentó guarniciones, como en el caso de Villanueva, al tiempo que los mozárabes de la ciudad salían de esta para acudir al encuentro de las tropas cidianas. 
La situación de Valencia se hizo insostenible cuando el Cid trasladó su campamento a La Roqueta. Ahogada con un cerco más estrecho, la ciudad fue víctima de la peste y el canibalismo toda vez que los locales terminaron con los caballos. Se depuso por un tiempo a Ibn Yahhaf, pero su sucesor, Ibn Wádjib, tampoco demostró pericia suficiente como para salvar tan difícil situación, por lo que se repuso a Ibn Yahhaf. Finalmente, el asedio terminó un 17 de junio de 1094. El Cid permitió a cuantos musulmanes quisiesen permanecer en la ciudad previo pago de un diezmo, y a quienes deseasen partir junto a todas sus pertenencias. 

## Consecuencias
Tras la conquista de la capital del Turia, el Cid estableció un señorío o principado, que sufriría los hostigamientos  almorávides poco años después hasta su destrucción, ya en manos de la esposa del Cid, Jimena Díaz, en 1102.